# Hybanthus calceolaria
Hybanthus calceolaria är en violväxtart som först beskrevs av Carl von Linné, och fick sitt nu gällande namn av Lorenz Oken. Hybanthus calceolaria ingår i släktet Hybanthus och familjen violväxter. Inga underarter finns listade i Catalogue of Life.